# Lázaro Carbonell
Lázaro Dayron Carbonell Valdés, es un luchador cubano de lucha libre. Ganó una medalla de bronce en Campeonato Panamericano de 2015.